# 박덕흠
박덕흠(朴德欽, 1953년 10월 18일~)은 대한민국의 정치인이다. 제19·20·21·22대 국회의원이다. 정진석  제16·17·18·20·21대 국회의원과 사돈지간이다.

## 학력
- 안내국민학교 졸업
- 옥천중학교 졸업
- 서울과학기술대학교 토목공학 학사
- 연세대학교 대학원 토목공학 석사
- 한양대학교 대학원 토목공학 박사

## 경력
- 서울과학기술대학교 토목공학과 겸임교수
- 민주평화통일자문회의 자문위원
- 대한싸이클연맹 수석부회장
- 대한핸드볼협회 부회장
- 서울과학기술대학교 발전후원회 회장
- 서울동부지방검찰청 범죄예방위원회 운영위원
- 한국지반환경공학회 이사
- 세계도로협회 한국위원회 고문
- 한국건설산업품질연구원 이사장
- 대한건설정책연구원 이사장
- 전문건설공제조합 운영위원장
- 1994~2013: 원화코퍼레이션 대표이사
- 2006~2012: 대한전문건설협회 중앙회 회장
- 2008: 대한민국 제18대 국회의원 선거 서울 구로구 을 한나라당 국회의원 예비후보
- 2011. 5.~ 중소기업 국민법제관
- 2012년 4월 11일: 대한민국 제19대 국회의원 선거 당선(충북 보은군·옥천군·영동군, 새누리당, 초선)
- 2012. 5.~2016. 5 새누리당 충청북도당 보은군·옥천군·영동군 당원협의회 위원장
- 2013. 7.~2015. 7. 새누리당 충청북도당 위원장
- 2014. 3.~2015. 1. 제5대 국민생활체육전국검도연합회 회장
- 2015. 7. 새누리당 중앙연수원 원장
- 2016년 4월 13일: 대한민국 제20대 국회의원 선거 당선(충북 보은군·옥천군·영동군·괴산군, 새누리당, 재선)
- 2016. 5.~2017. 2. 새누리당 충청북도당 보은군·옥천군·영동군·괴산군 당원협의회 위원장
- 2016. 9.~2017. 1. 새누리당 조직부총장
- 2017. 3.~ 충북스카우트연맹 연맹장
- 2017. 2.~2018. 2. 자유한국당 충청북도당 보은군·옥천군·영동군·괴산군 당원협의회 위원장
- 2017. 8.~2018. 8. 자유한국당 충청북도당 위원장
- 2018. 3.~2018. 5. 제7회 전국동시지방선거 자유한국당 충청북도당 공천관리위원장
- 2018. 6.~2018. 7. 자유한국당 혁신비상대책위원회 준비위원회 위원
- 2018. 7.~2019. 2. 자유한국당 혁신비상대책위원회 위원
- 2018. 12.~2020. 2. 자유한국당 충청북도당 보은군·옥천군·영동군·괴산군 당원협의회 위원장
- 2019. 11. 제21대 국회의원 선거 자유한국당 총선기획단 위원
- 2020. 1.~2020. 2. 자유한국당 제21대 국회의원 선거 공약개발단 지역 공약 개발단 공동소통단장
- 2020. 1.~2020. 2. 자유한국당 제21대 국회의원 선거 공약개발단 5정책조정위원회 국토·농해수 공약 총괄 공동팀장
- 2020. 2.~2020. 3. 미래통합당 제21대 국회의원 선거 공약개발단 지역 공약 개발단 공동소통단장
- 2020. 2.~2020. 3. 미래통합당 제21대 국회의원 선거 공약개발단 5정책조정위원회 국토·농해수 공약 총괄 공동팀장
- 2020. 2. 미래통합당 우한 폐렴 대책 태스크포스 위원
- 2020. 2.~2020. 9. 미래통합당 충청북도당 보은군·옥천군·영동군·괴산군 당원협의회 위원장
- 2020년 4월 15일: 대한민국 제21대 국회의원 선거 당선(충북 보은군·옥천군·영동군·괴산군, 미래통합당, 3선)
- 2022. 1.~ 국민의힘 충청북도당 보은군·옥천군·영동군·괴산군 당원협의회 위원장
- 2024. 3.~2024. 4. 제22대 국회의원 선거 국민의힘 충청북도당 선거대책위원회 상임선거대책위원장
- 2024년 4월 10일: 대한민국 제22대 국회의원 선거 당선(충북 보은군·옥천군·영동군·괴산군, 국민의힘, 4선)
- 2024. 6.~2024. 7. 국민의힘 정책위원회 산하 시급한 민생 현안 해결을 위한 재정·세제개편특별위원회 고문
- 2025. 1.~ 국민의힘 중앙위원회 의장
- 2025. 5.~2025. 6.: 제21대 대통령 선거 국민의힘 김문수 대통령 후보 조직총괄본부장
- 2025. 5.~2025. 6. 제21대 대통령 선거 국민의힘 김문수 대통령 후보 충북 선거대책위원회 공동선대위원장
- 2025. 7.~2025. 8. 국민의힘 비상대책위원

## 의정 활동
- 2012년 5월 30일~2016년 5월 29일: 제19대 국회의원(충북 보은군·옥천군·영동군, 새누리당, 초선)
  - 2013년 3월~2014년 5월: 제19대 국회 전반기 안전행정위원회 위원
  - 2014년 6월~2015년 4월: 제19대 국회 후반기 기획재정위원회 위원
  - 2014년 6월: 제19대 국회 후반기 예산결산특별위원회 위원
  - 2015년 4월~2016년 5월: 제19대 국회 후반기 국토교통위원회 위원
- 2016년 5월 30일~2020년 5월 29일: 제20대 국회의원(충북 보은군·옥천군·영동군·괴산군, 새누리당→자유한국당→미래통합당, 재선)
  - 2016년 5월~2018년 5월: 제20대 국회 전반기 국토교통위원회 위원
  - 2017년 12월~2018년 5월: 제20대 국회 재난안전대책특별위원회 위원
  - 2017년 12월: 감사원장 후보자 (최재형) 임명동의를 위한 국회 인사청문특별위원회 자유한국당 간사
  - 2018년 7월~2019년 5월: 제20대 국회 후반기 예산결산특별위원회 위원
  - 2018년 7월~2020년 5월: 제20대 국회 후반기 국토교통위원회 간사
  - 2019년 7월~2020년 5월: 제20대 국회 후반기 예산결산특별위원회 위원
- 2020년 5월 30일~2024년 5월 29일: 제21대 국회의원(충북 보은군·옥천군·영동군·괴산군, 미래통합당→국민의힘→무소속→국민의힘, 3선)
  - 2020년 7월~2020년 9월: 제21대 국회 전반기 국토교통위원회 위원
  - 2020년 7월: 국회인권포럼 구성의원
  - 2020년 9월~2021년 6월: 제21대 국회 전반기 환경노동위원회 위원
  - 2021년 6월~2022년 5월: 제21대 국회 전반기 농림축산식품해양수산위원회 위원
  - 제21대 국회 전반기 농림축산식품해양수산위원회 예산결산심사소위원회 위원
  - 제21대 국회 전반기 농림축산식품해양수산위원회 청원심사소위원회 위원
  - 자유경제 포럼 구성의원
  - 한반도경제전략연구회 구성의원
  - 책 읽는 의원 모임 구성의원
  - 2022년 7월~2022년 12월: 제21대 국회 후반기 농림축산식품해양수산위원회 위원
    - 제21대 국회 후반기 농림축산식품해양수산위원회 농림축산식품법안심사소위원회 위원
    - 제21대 국회 후반기 농림축산식품해양수산위원회 청원심사소위원회 위원

  - 2022년 7월~2023년 2월: 제21대 국회 후반기 예산결산특별위원회 위원
  - 2022년 12월~2024년 5월: 한-중앙아시아 의회외교포럼 공동회장
  - 2022년 12월~2024년 5월: 제21대 국회 후반기 정보위원회 위원장
  - 2023년 2월: 제21대 국회 후반기 예산결산특별위원회 위원
- 2024년 5월 30일~: 제22대 국회의원(충북 보은군·옥천군·영동군·괴산군, 국민의힘, 4선)
  - 2024년 6월~2024년 7월: 제22대 국회 전반기 예산결산특별위원회 위원
  - 2024년 6월~2025년 6월: 제22대 국회 전반기 농림축산식품해양수산위원회 위원
    - 제22대 국회 전반기 농림축산식품해양수산위원회 농림축산식품법안심사소위원회 위원
    - 제22대 국회 전반기 농림축산식품해양수산위원회 예산결산심사소위원회 위원

  - 국회 K-헬스케어·웰다잉 포럼 구성의원
  - 국회 대중문화미디어연구회 구성의원
  - 2025년 6월~: 제22대 국회 전반기 행정안전위원회 위원
  - 2025년 6월~2025년 8월 제22대 국회 예산결산특별위원회 위원

## 가족 관계
- 부인: 경주 최씨
  - 자녀: 2남 1녀

## 역대 선거 결과
|  | 40.67% |

|  | 56.68% |

|  | 56.88% |

|  | 52.93% |

## 소속 정당
| 소속 정당 | 소속 정당  | 소속 기간 | 비고      |
| --------- | ---------- | --------- | --------- |
|           | 한나라당   | 2008~2012 | 정계 입문 |
|           | 새누리당   | 2012~2017 | 당명 변경 |
|           | 자유한국당 | 2012~2017 | 당명 변경 |
|           | 미래통합당 | 2020      | 합당      |
|           | 국민의힘   | 2020      | 당명 변경 |
|           | 무소속     | 2020~2021 | 탈당      |
|           | 국민의힘   | 2021~현재 | 복당      |

## 같이 보기
- 괴산군의 국회의원
- 보은군·옥천군·영동군 (1988년 선거구)
- 보은군·옥천군·영동군·괴산군
- 보은군의 국회의원
- 영동군의 국회의원
- 옥천군의 국회의원